# Se ti potessi dire
Se ti potessi dire è un singolo del cantautore italiano Vasco Rossi, pubblicato il 25 ottobre 2019.

## Descrizione
Il brano è stato scritto in realtà 10 anni prima. A seguito di un probabile hackeraggio, già nel 2009 era comparsa in rete una versione grezza della canzone, composta solo da chitarra e voce.

## Video musicale
Il videoclip, diretto da Pepsy Romanoff, è stato pubblicato il 25 ottobre 2019 sul canale Vevo-YouTube del cantante.

## Successo commerciale
In Italia è stato il 77º singolo più trasmesso dalle radio nel 2019.

## Formazione
- Vasco Rossi - voce
- Cesare Chiodo - basso
- Paolo Valli - batteria, percussioni, arrangiamento
- Mattia Tedesco - chitarra acustica, chitarra elettrica
- Celso Valli - tastiere, arrangiamento
- Tommaso Ruggeri - percussioni
- CV Ensamble Orchestra - archi

## Classifiche
| Classifica (2019) | Posizione massima |
| ----------------- | ----------------- |
| Italia            | 6                 |